# Ulrich Reineke
Ulrich Reineke (* 10. Mai 1964 in Herford) ist ein Flottillenadmiral der Marine der Bundeswehr und Kommandeur des Landeskommandos Mecklenburg-Vorpommern.

## Militärische Laufbahn

### Ausbildung und erste Verwendungen
Reineke trat 1984 als Mitglied der Crew VII/84 in die Marine ein. Von 1985 bis 1988 studierte er an der Universität der Bundeswehr München das Fach Luft- und Raumfahrttechnik und schloss als Diplom-Ingenieur ab. Nach Absolvieren der A-Lehrgänge, wurde Reineke von 1990 bis 1991 als Artillerieoffizier auf dem Zerstörer Lütjens eingesetzt. Von 1991 bis 1993 war er, im Rahmen eines Offiziersaustauschprogramms mit der Französischen Marine, als Navigationsoffizier auf der Fregatte Georges Leygues, mit Heimathafen Toulon eingesetzt. Von 1993 bis 1994 absolvierte Reineke die B-Lehrgänge, bevor er als Ubootabwehr-Offizier, und später als 2. Schiffseinsatzoffizier auf dem Zerstörer Mölders verwendet wurde. Von 1996 bis 1997 folgte eine Verwendung als 1. Schiffseinsatzoffizier der Fregatte Karlsruhe. Von 1997 bis 1999 absolvierte Reineke den 39. Admiralstabslehrgang an der Führungsakademie der Bundeswehr in Hamburg, und 1999 bis 2000 auch noch den französischen Generalstabslehrgang am Institut des hautes études de défense nationale in Paris.

### Dienst als Stabsoffizier
Von 2000 bis 2002 war Reineke als Adjutant beim Inspekteur der Marine, Vizeadmiral Hans Lüssow, und von 2002 bis 2004 als Stabsoffizier Einsatz im Internationalen Militärstab der NATO in Brüssel eingesetzt. Von 2004 bis 2006 war er Erster Offizier der Fregatte Köln, und von 2006 bis 2008 Kommandant der Fregatte Mecklenburg-Vorpommern, mit der er am UNIFIL-Einsatz vor der libanesischen Küste teilnahm. Es folgte eine Versetzung zum Kommando Operative Führung Eingreifkräfte nach Ulm, wo er von 2008 bis 2010 Leiter der Stabsabteilung (J5) Planung und Weiterentwicklung war. Von 2010 bis 2012 war Reineke als Referatsleiter Wissensmanagement und als Abteilungsleiter Übung und Einsatzvorbereitung im Allied Joint Force Command Naples der NATO in Neapel (Italien) eingesetzt. Es folgte 2012 bis 2015 eine ministerielle Verwendung als Referatsleiter Plg II 5 Fähigkeitsentwicklung Domäne Unterstützung in den Dimensionen Land/Luft/See in der Abteilung Planung des Bundesministeriums der Verteidigung in Berlin. Von 2015 bis 2016 war Reineke International Fellow am National War College und absolvierte ein Studium an der National Defense University in Washington, D.C., welches er als Master of Science in national security strategies abschloss.

### Dienst als Admiral
Zum 1. Januar 2017 wurde Reineke, als Nachfolger von Flottillenadmiral Jürgen Mannhardt, Abteilungsleiter Planung im Marinekommando in Rostock. Auf diesem Dienstposten erhielt er auch selbst die Beförderung zum Flottillenadmiral.
Am 24. September 2024  übertrug Generalmajor Andreas Henne – Kommandeur Kommandobereich Territoriales Führungskommando der Bundeswehr und Stellvertreter des Befehlshabers – die Befehlsgewalt über das Landeskommando Mecklenburg-Vorpommern von Brigadegeneral Uwe Nerger auf Flottillenadmiral Ulrich Reineke.